# 第4屆澳洲電影電視學院獎
第4屆澳洲電影電視學院獎（簡稱AACTA Awards），是一系列活動包含第4屆AACTA Awards餐會、第4屆AACTA Awards頒獎典禮，活動於2015年1月在澳洲雪梨的The Star Event Centre舉行。
此獎項由澳洲電影電視學院主辦，頒發2014年最佳澳洲電影、電視劇、紀錄片以及短片。此屆澳洲電影電視學院獎頒獎典禮已是第三年由十號電視網頻道撥出，亦是延續自1958年所創立的澳洲電影協會獎（簡稱為AFI Awards），此獎延續至2010年，於2011年澳洲電影協會創立澳洲電影電視學院獎後即改名。